# HWMonitor
HWMonitor – darmowa aplikacja dla systemów Microsoft Windows i Android, która umożliwia monitorowanie podstawowych parametrów pracy bazowych komponentów komputera. Monitoruje informacje o temperaturze, napięciu czy prędkości wentylatorów (chipsetu, procesora, rdzeni dysków, karty graficznej), częstotliwości drgań czy również pojemność baterii i stan akumulatora. 
Program, aby odczytać informacje stosuje specjalne sensory temperatury montowane na urządzeniach przez ich producentów. W przypadku pozostałych danych, które nie są wyposażone w czujniki (m.in. dyski twarde) wymagane parametry pobierane zostają przy użyciu technologii S.M.A.R.T..
Wygenerowany raport można wydrukować bądź zapisać w postaci pliku tekstowego, w którym mogą znajdować się dane o wartościach minimalnych i maksymalnych uzyskiwanych przez poszczególne komponenty. 
Aplikacja jest dostępna na komputer z systemem Windows 10, 11 i na starsze wersje. Potrafi obsługiwać systemy 64-, jak i 32-bitowe.
Również istnieje wersja HWMonitor Pro, który jest rozszerzony o więcej funkcji.